# Joseba Segura Etxezarraga
Joseba Segura Etxezarraga (ur. 10 maja 1958 w Bilbao) – hiszpański duchowny katolicki, biskup pomocniczy Bilbao w latach 2019–2021, biskup diecezjalny Bilbao od 2021.

## Życiorys

### Prezbiterat
Święcenia kapłańskie otrzymał 4 stycznia 1985 i został inkardynowany do diecezji Bilbao. Przez kilka lat pracował duszpastersko, a w latach 1992–1996 studiował w Bostonie. Po powrocie do kraju objął stanowisko delegata biskupiego ds. duszpasterstwa społecznego. W latach 2006–2017 pracował jako misjonarz w Ekwadorze. W 2017 powrócił do Hiszpanii i objął probostwo w Otxarkoaga-Txurdinaga, a w następnym roku otrzymał nominację na wikariusza generalnego diecezji.

### Episkopat
12 lutego 2019 papież Franciszek mianował go biskupem pomocniczym diecezji Bilbao, ze stolicą tytularną Basti. Sakry udzielił mu 6 kwietnia 2019 biskup Mario Iceta. 11 kwietnia 2021 papież Franciszek przeniósł go na urząd biskupa diecezjalnego Bilbao. Ingres odbył się 3 lipca 2021.